# Arrojadoa rhodantha
Arrojadoa rhodantha ist eine Pflanzenart aus der Gattung Arrojadoa in der Familie der Kakteengewächse (Cactaceae). Das Artepitheton rhodantha leitet sich von den griechischen Worten rhodos für ‚rosenrot‘ sowie anthos für ‚Blüte‘ ab und verweist auf die Blütenfarbe der Art.

## Beschreibung
Arrojadoa rhodantha wächst strauchig, aufrecht bis spreizklimmend oder angelehnt-kletternd und erreicht Wuchshöhen von bis zu 2 Metern. Die Wurzeln sind faserig. Die dunkelgrünen, zylindrischen Triebe sind segmentiert und weisen Durchmesser von 2 bis 5 Zentimetern auf. Die 10 bis 12 Rippen sind sehr flach, die Areolen sind 10 bis 12 Millimeter voneinander entfernt. Aus den Areolen entspringen gelblich weiße bis braune Dornen. Die 5 bis 6 kräftigen Mitteldornen sind bis 3 Zentimeter, die etwa 20 Randdornen bis 1,2 Zentimeter lang. Das Cephalium besteht aus brauner Wolle und rötlich braunen Borsten.
Die purpur- bis rosafarbenen bis violettroten Blüten sind bis 3,5 Zentimeter lang und weisen Durchmesser von 1,2 Zentimetern auf. Die kugelförmigen Früchte sind rot und erreichen Durchmesser von 2 Zentimetern.

## Verbreitung, Systematik und Gefährdung
Arrojadoa rhodantha ist in den brasilianischen Bundesstaaten Bahia, Minas Gerais und Piauí verbreitet.
Die Erstbeschreibung als Cereus rhodanthus durch Max Gürke wurde 1908 veröffentlicht. Nathaniel Lord Britton und Joseph Nelson Rose stellten die Art 1920 in die Gattung Arrojadoa. Ein weiteres nomenklatorisches Synonym ist Cephalocereus rhodanthus (Gürke) Werderm. (1933).
In der Roten Liste gefährdeter Arten der IUCN wird die Art als „Least Concern (LC)“, d. h. als nicht gefährdet geführt.

## Nachweise